# The White Door
白门（英語：The White Door）是一款由荷兰独立游戏制作组Rusty Lake开发的解谜游戏。游戏于2020年1月9日发售于Steam和iOS平台，于2020年4月14日上架于GOG.com。

## 游戏情节
游戏内容围绕主人公罗伯特·希尔（Robert Hill）展开。他患有严重的失忆症，在精神卫生中心接受为期一周的治疗。玩家需要在游戏的指引下，探索主人公每天的梦境以找回他失去的记忆。